# Crveni Krst
Crveni Krst (Servisch: Црвени Крст) is een gemeente in de Servische stad Niš.
Crveni Krst telt 33.452 inwoners (2002). De oppervlakte bedraagt 181,5 km², de bevolkingsdichtheid is 184,3 inwoners per km².